# 4162 SAF
4162 SAF è un asteroide della fascia principale del diametro medio di circa 23,31 km. Scoperto nel 1940, presenta un'orbita caratterizzata da un semiasse maggiore pari a 2,8363838 UA e da un'eccentricità di 0,1349560, inclinata di 14,24044° rispetto all'eclittica.
Il nome deriva dall'acronimo della Société Astronomique de France.